# Pranchita
Pranchita est une municipalité brésilienne située dans l'État du Paraná.